# ブティック
ブティック(仏: boutique)とは、一般的にはファッショナブルで高級なアパレル商品や高価格ジュエリーを扱っている小規模の小売店。フランス語で洋装店（magasinよりも小規模の店）を意味する。

## 店舗
洒落た衣服（婦人服）を扱い、さまざまな装飾品まで含めた品揃えを行っていることが多い

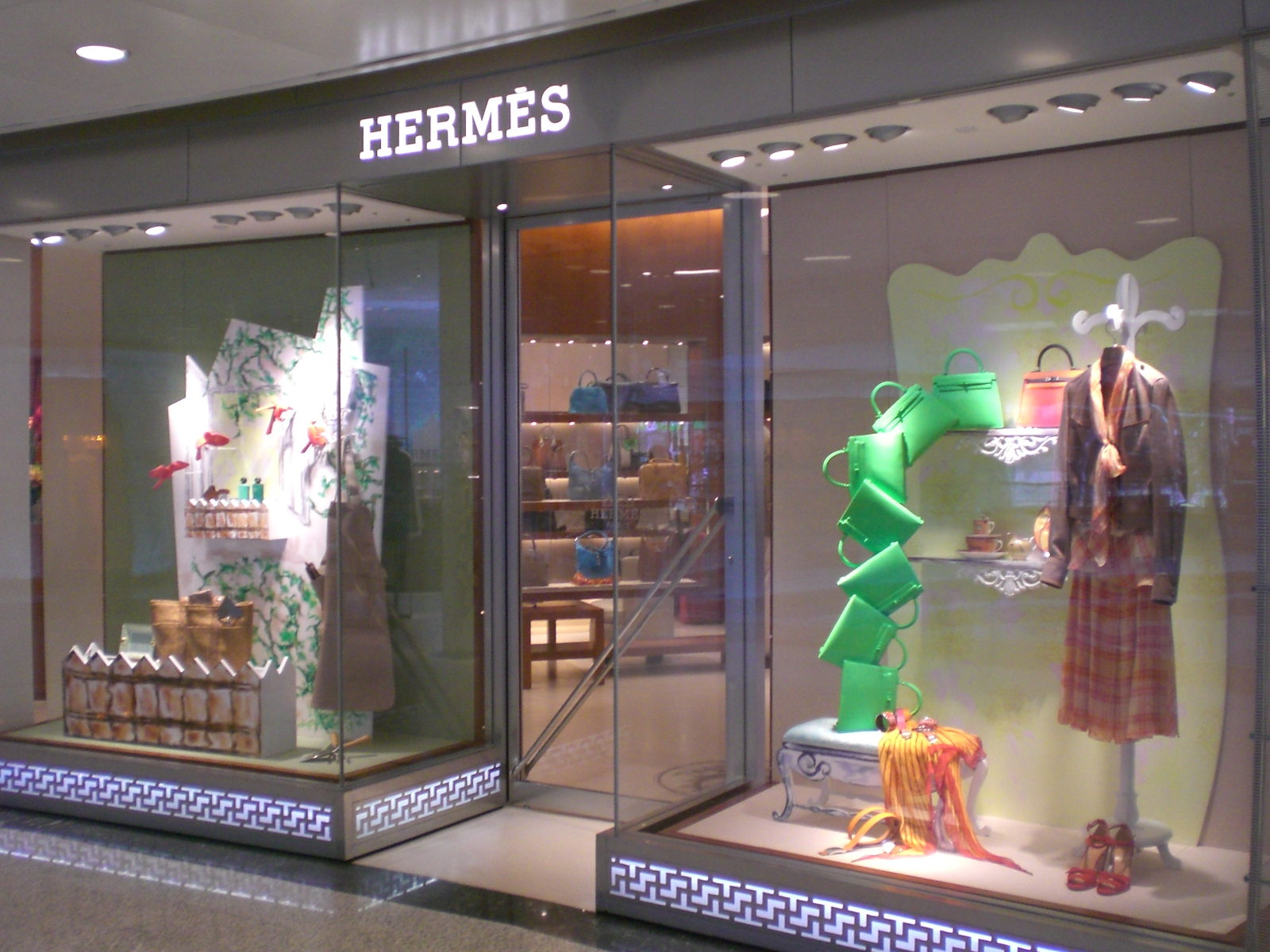
エルメスの専門店（香港）

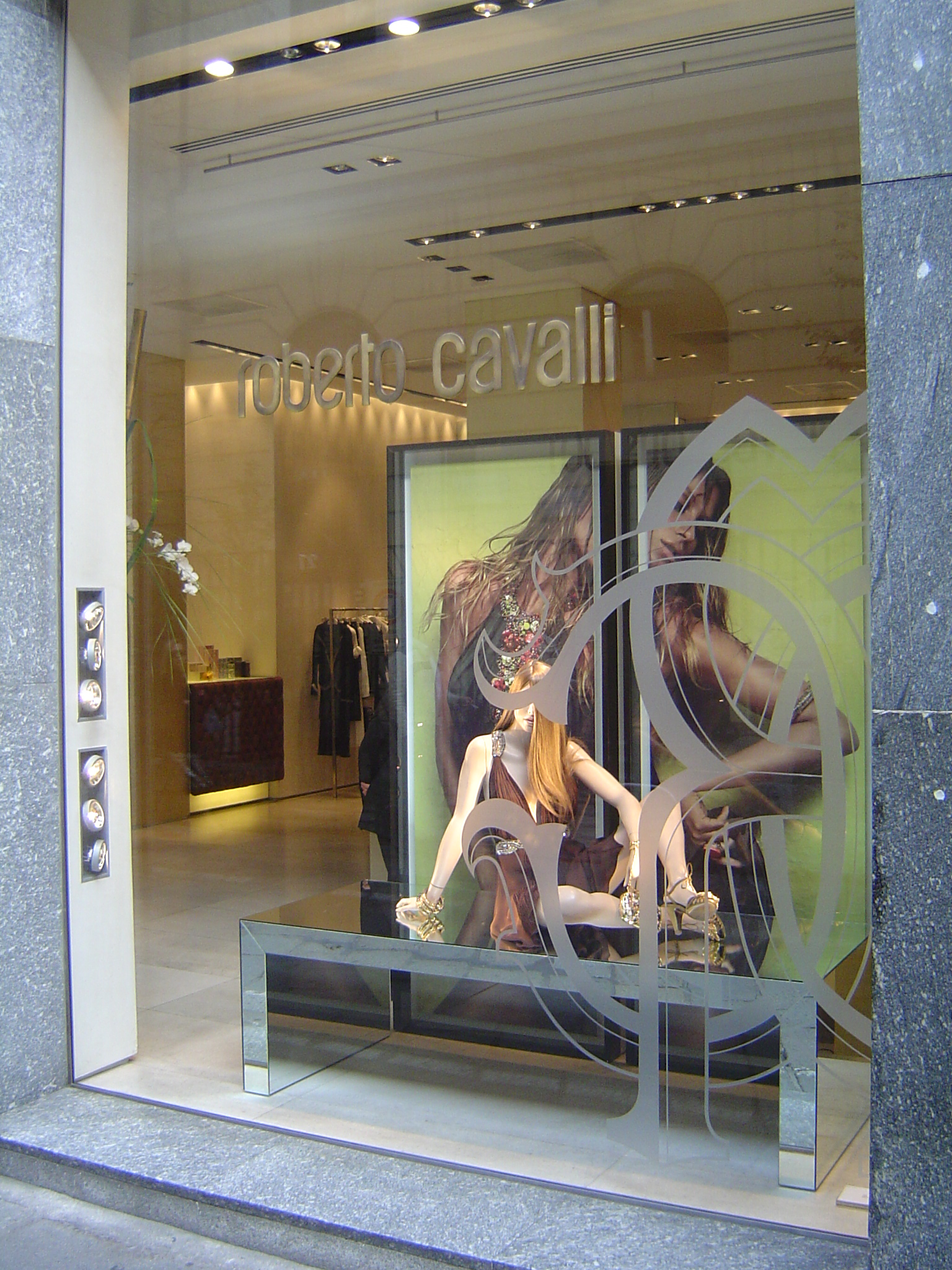
ロベルト・カバリのブティック（ミラノ）

### フランス
フランス語では、magasin より小さい規模の様々な小売店や職人の店がブティックと呼ばれる。

### 日本
2000年代後半辺りから日本でも近年は元となったフランスの使用例に倣って、衣服以外の商品を取り扱う専門店でもブティックを名乗る例が見られる。反対に衣服を取り扱う業界では「ブティック」という呼称は死語と化しており、代わりに「ショップ」「セレクトショップ」と呼ぶことが多い。

### インドネシア
インドネシアでは高級なものに限らず手ごろな価格帯のアパレル商品を扱う小売店も「ブティック」と称されている。